# Ваня Радауш
Ваня Радауш (29 квітня 1906, Вінковці — 24 квітня 1975, Загреб) ― хорватський і югославський скульптор, художник, поет, педагог. Лауреат вищої державної премії Хорватії в галузі мистецтв — премії Владимира Назора (1959).

## Біографія

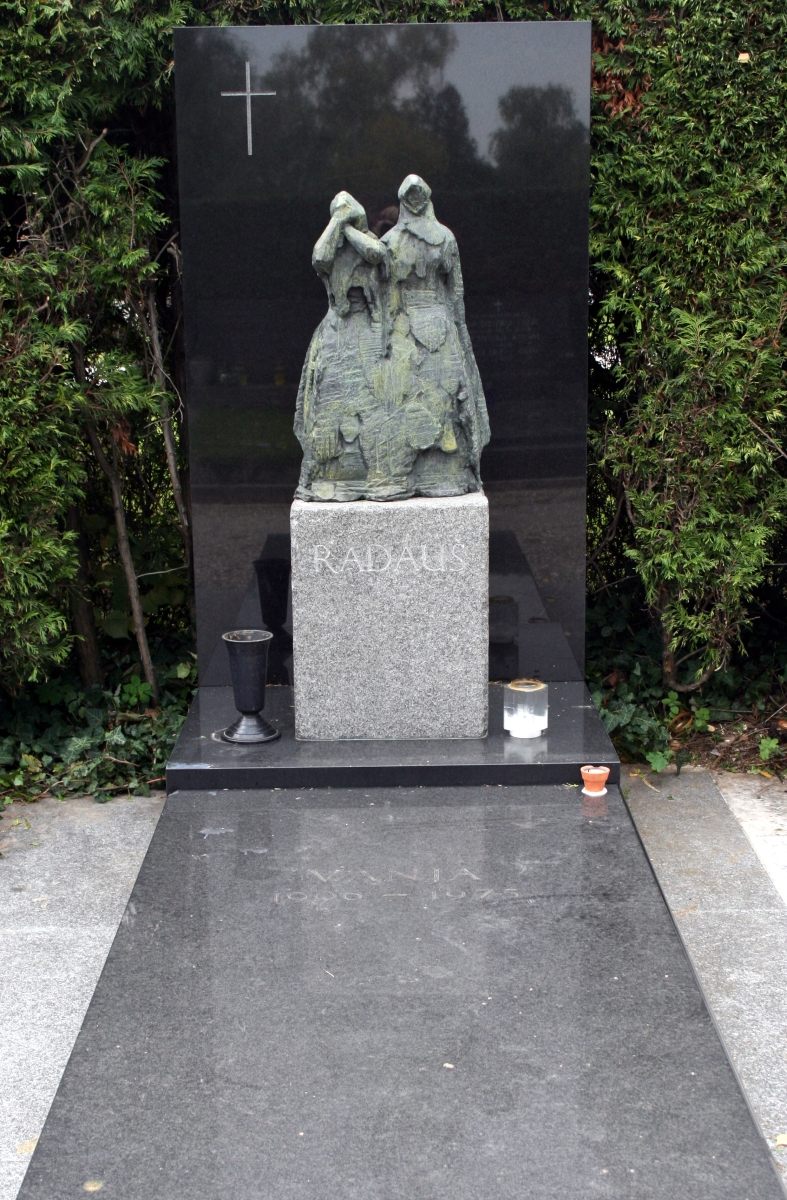
Могила Радеуша на кладовищі Мирогой.

У 1924—1930 роках навчався в Академії красних мистецтв у Загребі. З 1932 року — член художньої групи Земља. З 1940 року викладав у Школі ремесел в Загребі.
Учасник Другої світової війни. Брав активну участь в антифашистському партизанському русі Хорватії. Був членом президії Земельного антифашистського віче народного визволення Хорватії. Після закінчення війни — професор Загребської академії красних мистецтв (1945–1969).
У 1975 році заподіяв собі смерть. Похований на кладовищі Мирогой у Загребі.

## Творчість
На ранньому періоді творчості В. Радауша (до 1943 року) очевидно вплив Родена і Бурделя.
Після війни зосередився на створенні скульптурних «циклів», серед них: «Тиф» (1956—1959), «Panopticum Croaticum» (1959—1961), «Людина і вапняк» (1961—1963), «Тези форми» (1966—1968), і «Стовпи хорватської культури» (1969—1975).
Автор широкого переліку скульптурних робіт від медалей до монументальних пам'ятників, картин. Разом з хорватським художником Антуном Августинчичом брав участь у створенні ряду орденів СФРЮ і в дизайні герба соціалістичної Югославії.
Організував персональні виставки в Загребі, Белграді, Рієці, Любляні і Спліті. Брав участь у багатьох групових виставках Асоціації югославських художників, Асоціації художників Хорватії, Бієнале у Венеції, Міжнародному фестивалі скульптури в Арнемі, Бієнале скульптури просто неба в Белграді й Антверпені, «Виставці художників партизан» в Загребі, Шибенику і Задарі, виставках «Живопис і скульптура народів Югославії XIX і XX століть» в Белграді, Загребі, Любляні, Варшаві, Москві, Ленінграді, Братиславі, Празі, Кракові, Будапешті та ряді інших представницьких заходів.

## Пам'ять
- В 2006 році пошта Хорватії випустила марку присвячену 100-річному ювілею скульптора;
- У 1998 р в Вінковцях створена меморіальна бібліотека його імені.

## Галерея

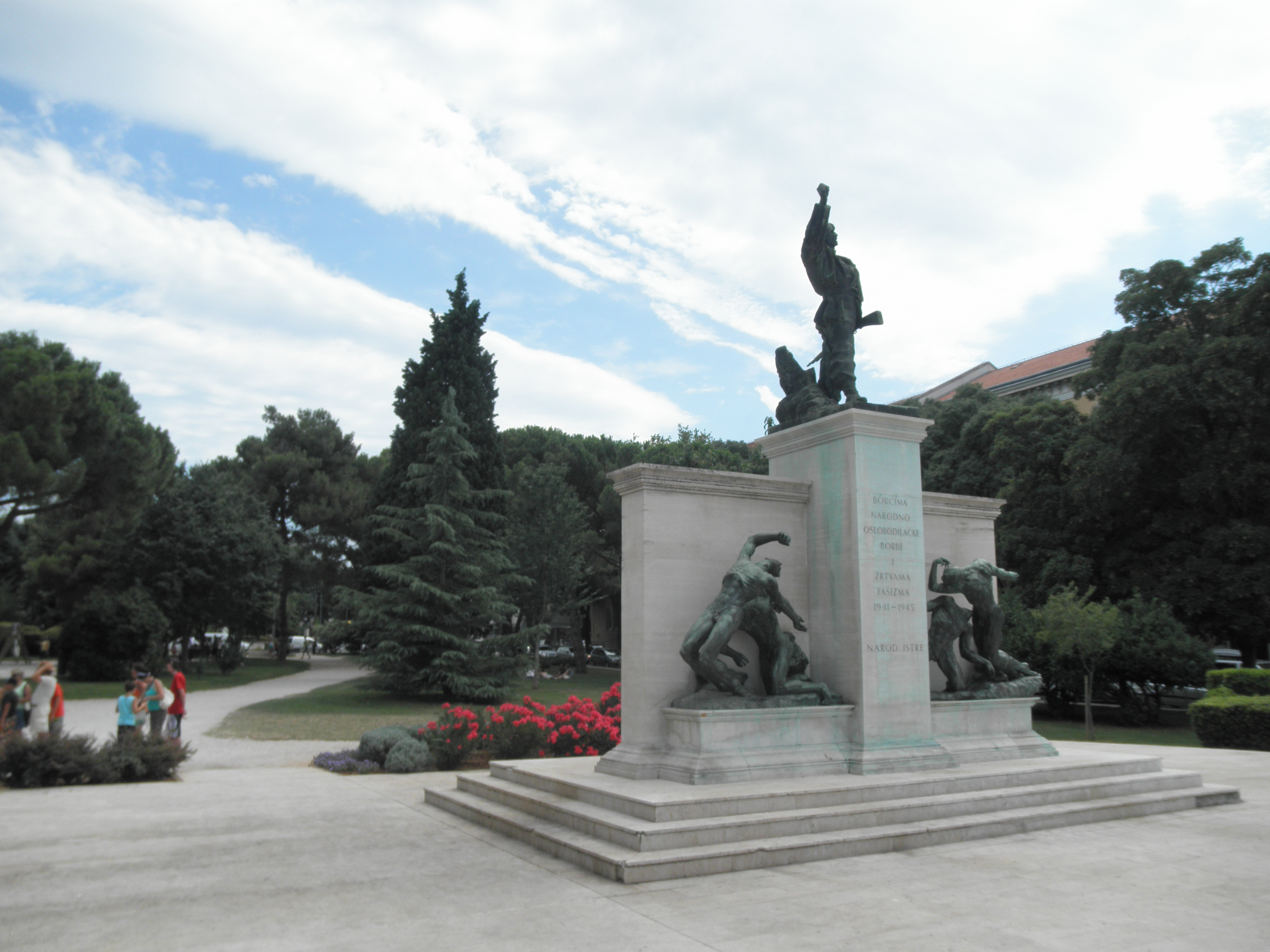
Меморіал загиблим борцям і жертвам фашизму. Пула, 1950 р.
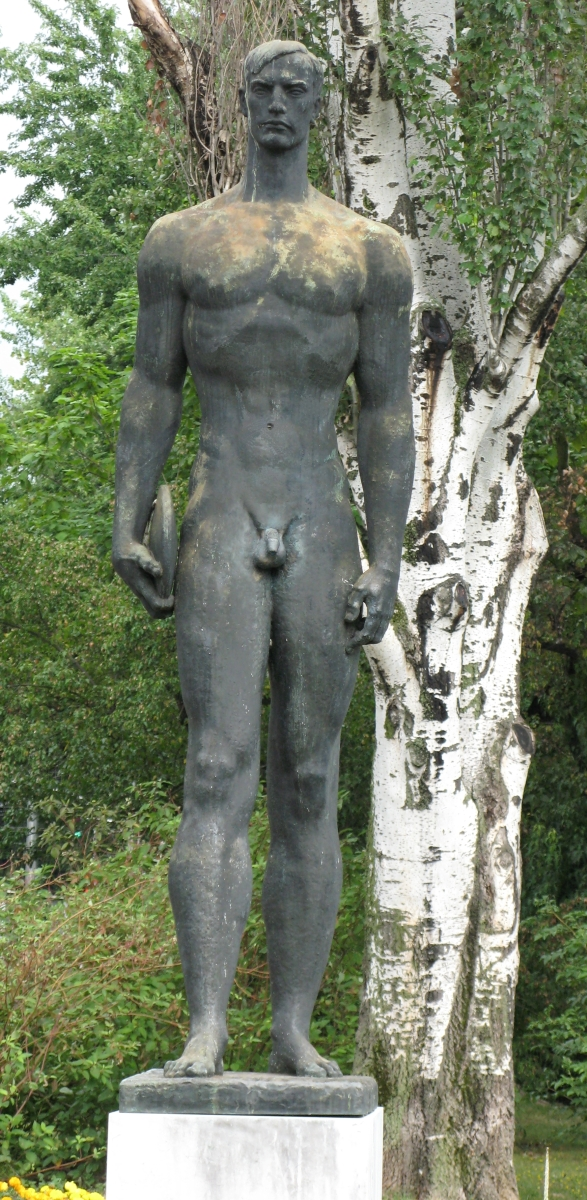
«Дискобол». Загреб, 1957 р.
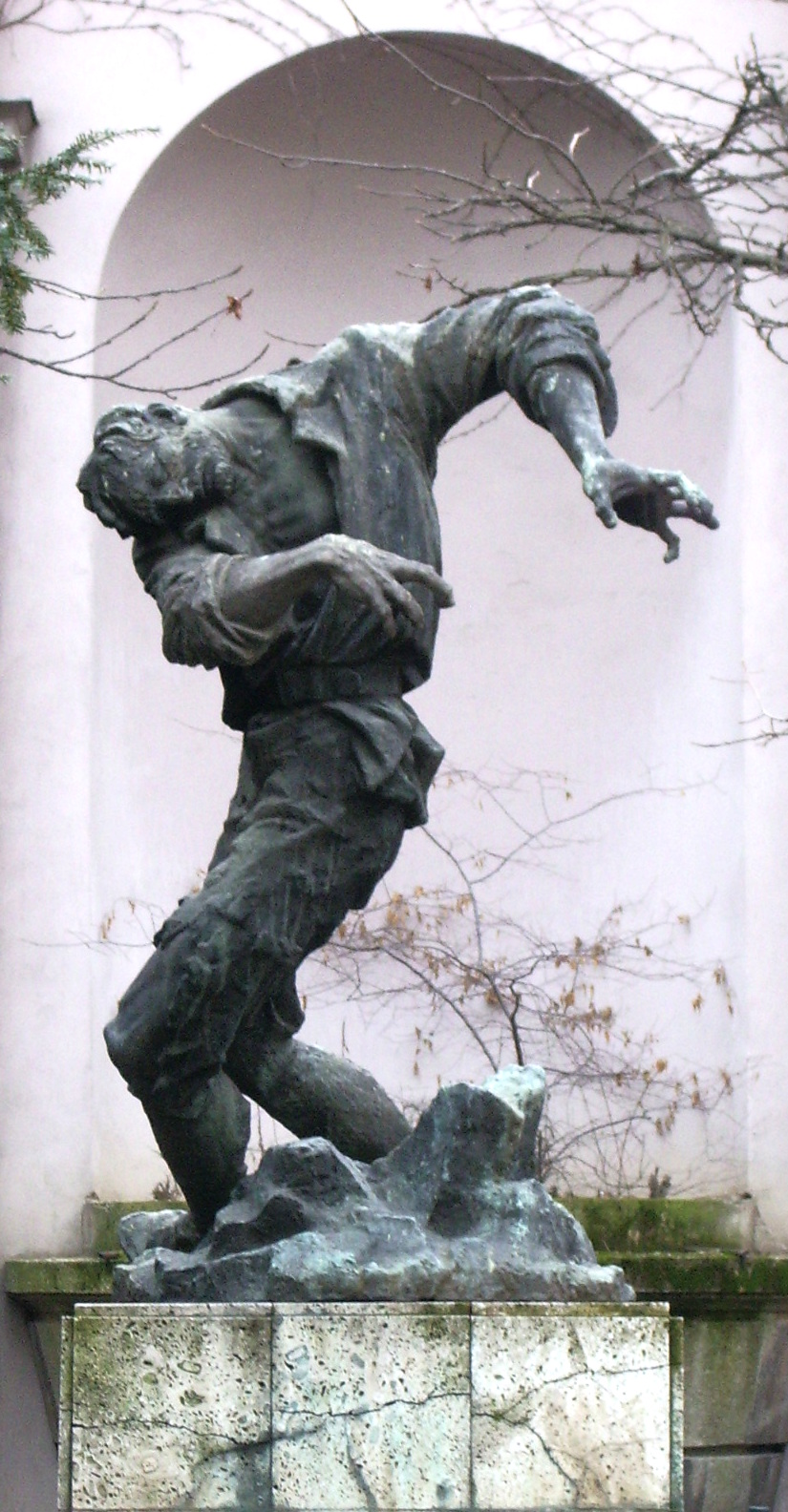
«Поранений». Загреб.
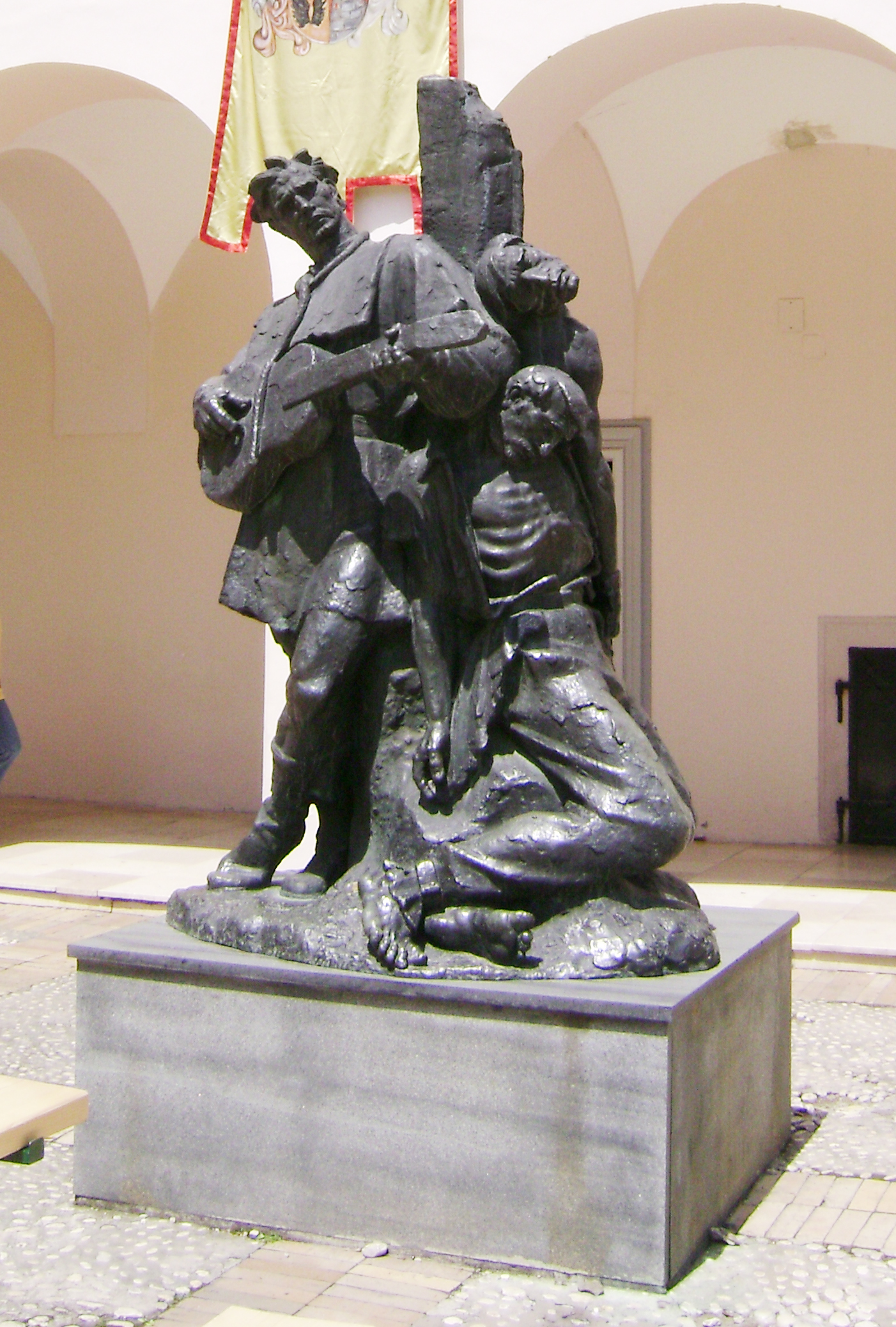
«Петрушка Керемпух». Доня Стубиця.
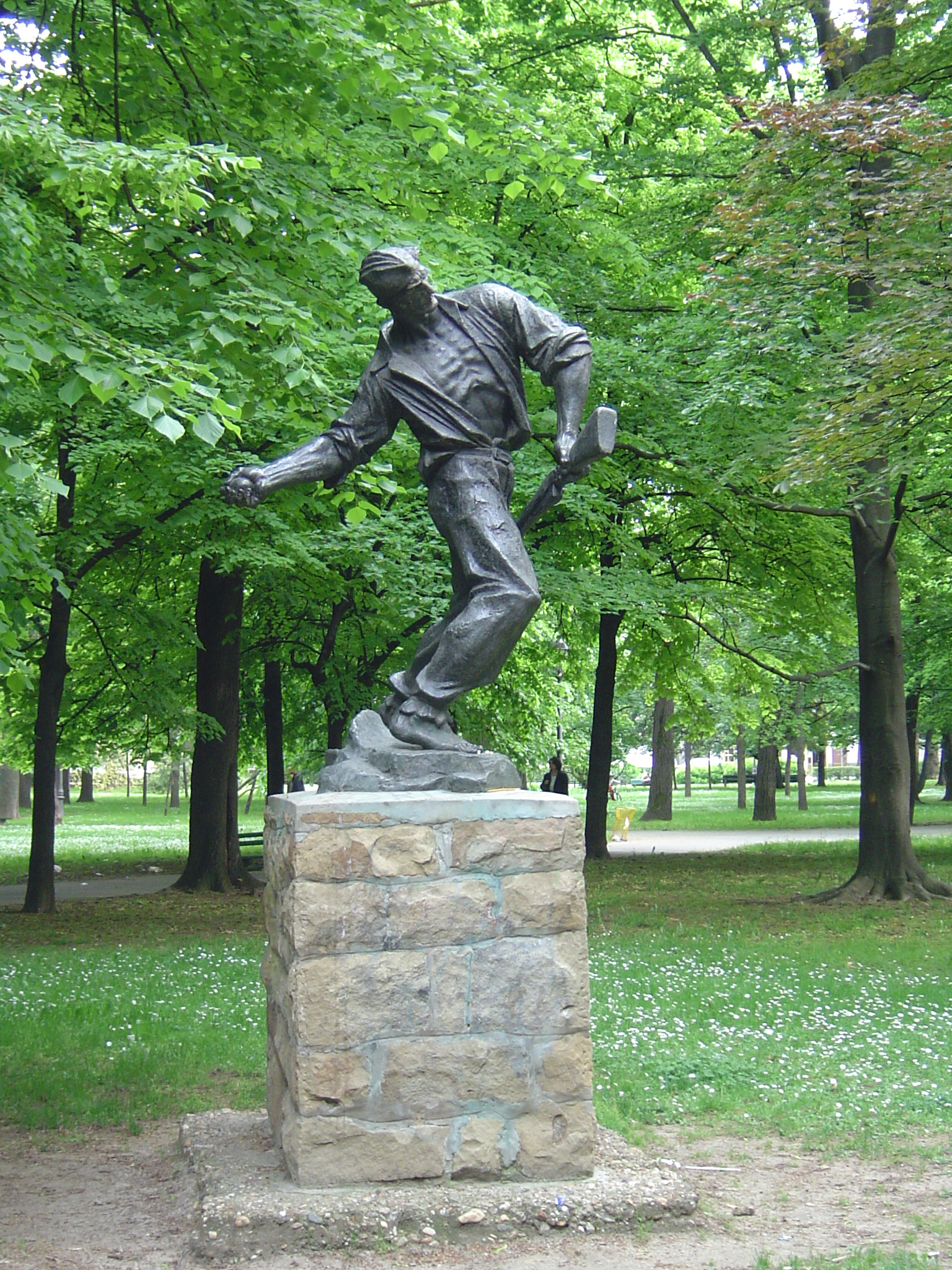
«Бомбаши». Земун.
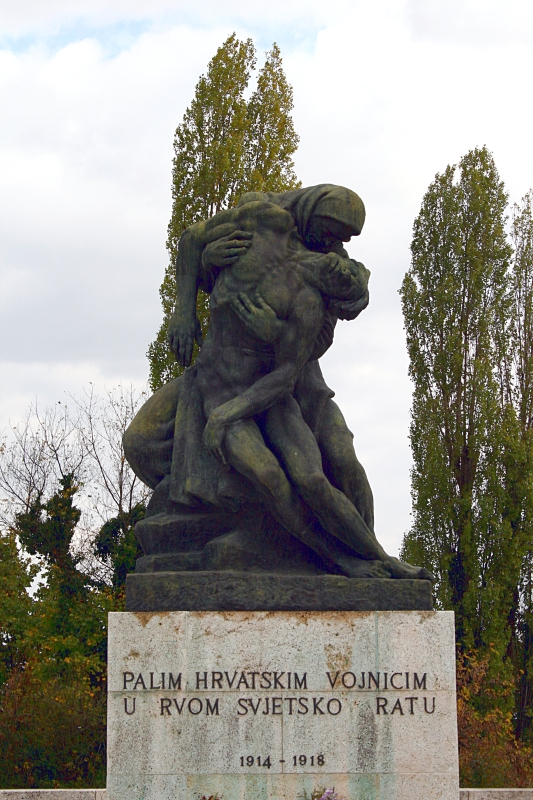
Пам'ятник загиблим хорватським воїнам у Першій світовій війні 1914–1918. Загреб, 1939 р.
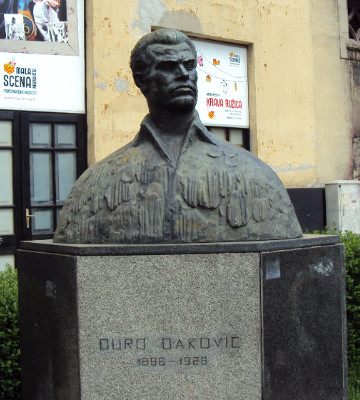
Бюст Джуро Джаковича. Загреб, 1969 р.
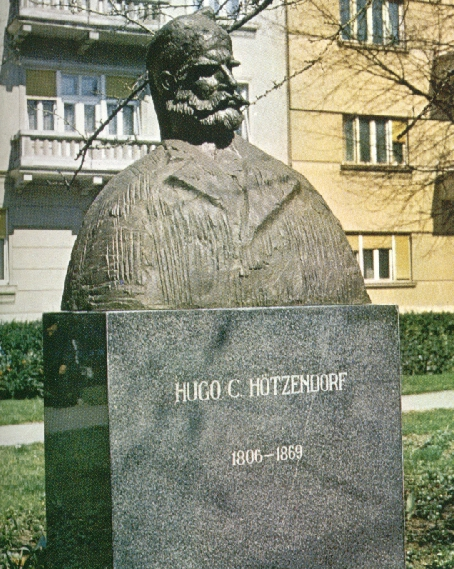
Бюст Уго Конрада фон Гетцендорфа в Осієку на Європейському проспекті.
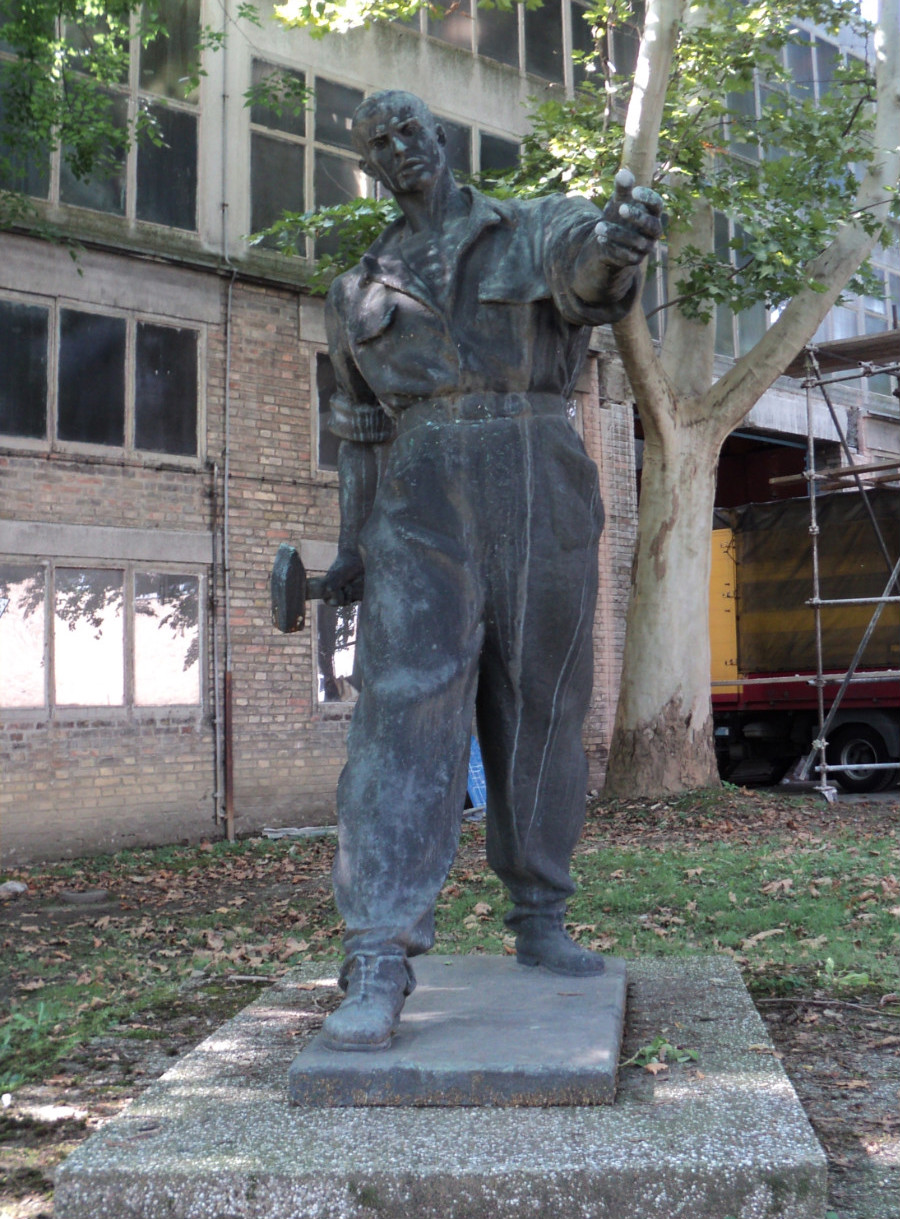
Пам'ятник Раде Кончару на заводі Загреба.
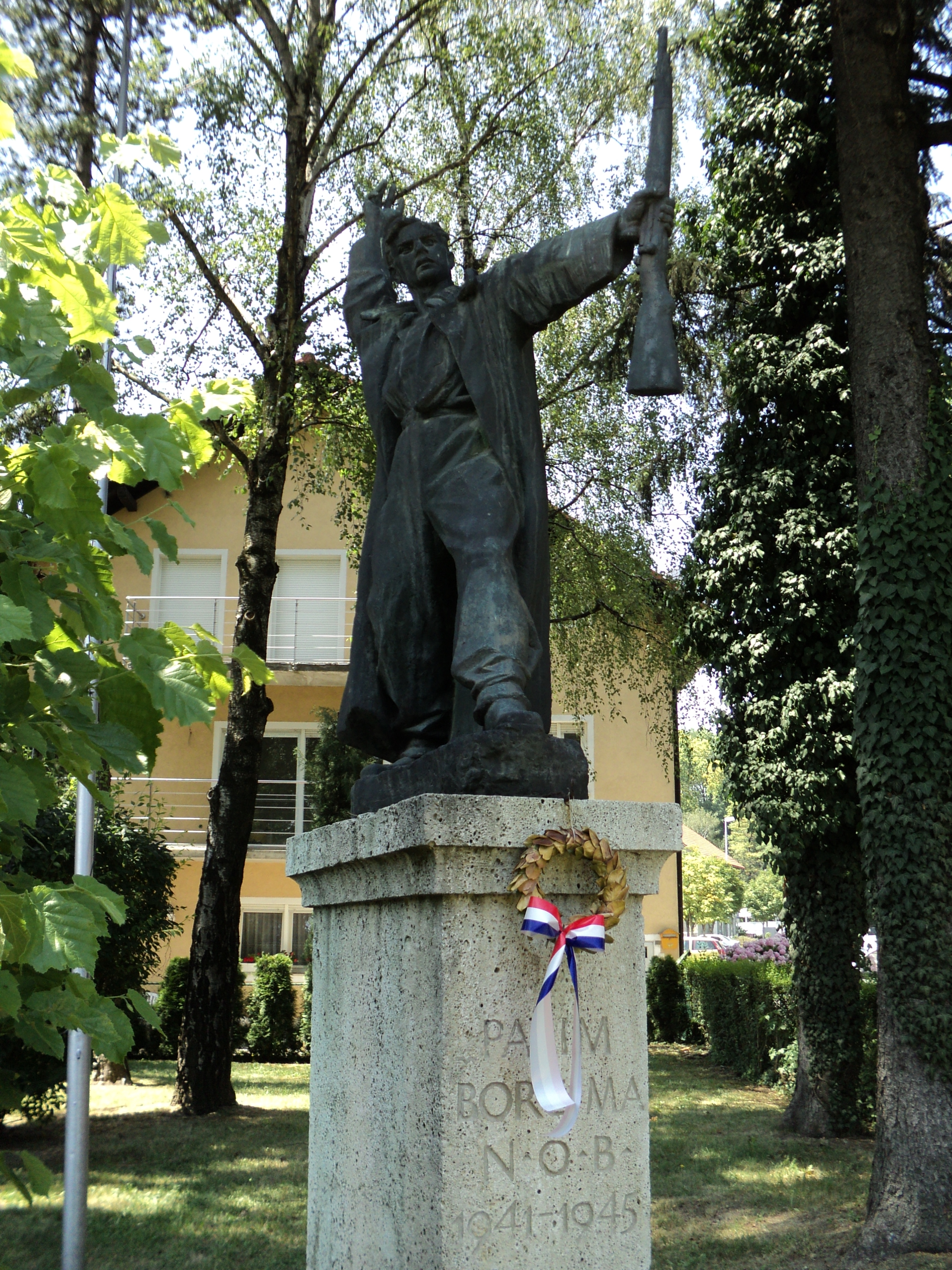
Пам'ятник партизанам із Підсуседу, загиблим у Національно -визвольній війні, Загреб.